# 黄猫垭镇
黄猫垭镇，是中华人民共和国四川省广元市苍溪县下辖的一个乡镇级行政单位。2020年5月，撤销黄猫乡、龙洞乡，设立黄猫垭镇，以原黄猫乡和原龙洞乡龙门社区、回龙村、棋盘村、大元村、远景村、茅坪村、后河村所属行政区域为黄猫垭镇的行政区域。

## 行政区划
黄猫垭镇下辖以下地区：
方水村、黄猫村、龙狮村、青寨村、高台村、君寨村、杨坝村、南军村和呈元村，龙门社区、回龙村、棋盘村、大元村、远景村、茅坪村、后河村。